# Анучино
Ану́чино (рос. Анучино, ерз. Анучино) — присілок у складі Лямбірського району Мордовії, Росія. Входить до складу Протасовського сільського поселення.

## Населення
Населення — 4 особи (2010; 9 у 2002).
Національний склад (станом на 2002 рік):
- росіяни — 100 %